# Karsenia koreana
Genre
Espèce
Statut de conservation UICN

 LC  : Préoccupation mineure
Karsenia koreana, unique représentant du genre Karsenia, est une espèce d'urodèles de la famille des Plethodontidae.

## Répartition
Cette espèce est endémique de Corée du Sud.

## Étymologie
Le genre est nommé en l'honneur de Stephen J. Karsen, le découvreur, et l'espèce est nommée en référence au lieu de sa découverte, la Corée.

## Publication originale
- Min, Yang, Bonett, Vieites, Brandon & Wake, 2005 : Discovery of the first Asian plethodontid salamander. Nature, vol. 435, p. 87-90 (texte intégral).